# Праун, Павел
Павел Праун (1836—1910) — руководитель львовской пожарной службы с 1864 по 1906 год. Уроженец д. Королевка недалеко от Лежайска (теперь населенный пункт в Польше, Подкарпатское воеводство). Получил военное образование в саперной академии (Тульн-ан-дер-Донау), изучал пожарное дело в Берлине и Майнце.
Дворянин. Как участник итальянской кампании 1859-го года награжден орденом Железной короны III класса.
Вместе с польским писателем Яном Добжанским, Клеменсом Жукотынским, Людвиком Гольтенталем, Яном Жаплахтой-Запаловичем, Юзефом Миллеретом, Жеготой Крувчинским и Владиславом Яниковским является одним из сооснователей польского гимнастического общества «Сокол» во Львове (устав которого был утвержден 7 февраля 1867 года).
Начальником пожарной охраны Львова Праун стал в 1864 году после трагической гибели Эйтельбергера, начальника бригады, обслуживающей пожарные насосы. В то время Праун был капитаном инженерных войск.
В период пребывания Прауна на посту начальника пожарной охраны произошли заметные изменения в пожарном деле Львова, Галиции и Польши. Так, в 1867 году в Австро-Венгрии был принят закон о добровольных обществах, значительно повлиявший на формирование системы государственного управления пожарной охраной. Благодаря ему стало возможным инициированное Прауном создание Общества добровольных пожарных Галиции и Лодомерии (1875). Это объединение стало первым в своем роде центром добровольцев-пожарных на этих землях.
В 1886 году Праун возглавил краевые курсы пожарного дела и созданную при них техническую комиссию. За свой счет издал «Практические указания по обустройству пожарной охраны и гашения пожаров» (польск. «Praktyczne wskazówki urządzania straży ogniowej i gaszenia pożarów») (1869). Также Праун был членом экзаменационной комиссии при краевых курсах пожарного дела во Львове.
Ушел в отставку 21 января 1906 года, но начальником корпуса пожарных фактически оставался до апреля 1906 года. Его преемником стал доктор Зигмунт Ригер (Zygmunt Rieger).